# Новітня освіта (науковий журнал)
 «Новітня освіта»  — міжнародний рецензований журнал, що публікує наукові статті у галузі вищої освіти. Наукові дослідження охоплюють, але не обмежуються такими напрямками: сучасна методика викладання гуманітарних та суспільних дисциплін, ІКТ в освіті.
Журнал «Новітня освіта» також орієнтований на висвітлення сучасних напрямів міждисциплінарних досліджень мови й міжкультурної комунікації. З огляду на це, до публікації запрошуються праці, які обґрунтовують теоретичні передумови та методологічні основи наукового вирішення різноаспектних питань закономірностей функціонування одиниць мови й мовлення у площині комунікативно-когнітивного, соціокультурного, психологічного, літературознавчого, синергетичного та енергетичного аспектів.

## Галузь та проблематика збірника
• психолого-педагогічні, методологічні проблеми вищої освіти в Україні та світі;
• новітні методи викладання гуманітарних і суспільних дисциплін у вищій школі;
• інформаційно-комунікаційні технології в освіті
Тематика публікацій журналу охоплює такі сфери лінгвістичного знання: загальне мовознавство, психолінгвістика, соціолінгвістика, прагматика, когнітивістика, дискурсологія, паралінгвістика, емотіологія, лінгвістична антропологія, корпусна лінгвістика, міжкультурна комунікація, а також застосування їх надбань у практиці викладання іноземних мов.
За широтою охоплення матеріалу журнал надає читачам можливість ознайомитися з результатами новітніх міждисциплінарних досліджень, інтегрованих на ґрунті мовознавства та методики викладання іноземних мов.